# Toyota AE86
Toyota AE86 är en mindre personbil introducerad av Toyota 1983 som coupé och hatchback. Bilen är även kallad Corolla Levin och Sprinter Trueno. AE86 tillhör den femte generationens bilar i Corolla-serien.

## Källhänvisningar
1. ↑  ”75 Years of TOYOTA | TOYOTA MOTOR CORPORATION GLOBAL WEBSITE | Vehicle Lineage | In-depth Vehicle Information, Specification”. www.toyota-global.com. https://www.toyota-global.com/company/history_of_toyota/75years/vehicle_lineage/car/id60003763/index.html. Läst 3 maj 2019.
2. ↑  ”The Enduring Legacy of Initial D and the AE86” (på amerikansk engelska). Otaku USA Magazine. 28 januari 2013. https://www.otakuusamagazine.com/the-enduring-legacy-of-initial-d-and-the-ae86/. Läst 3 maj 2019.